# Gołąbki (województwo lubelskie)
Gołąbki – wieś w Polsce położona w województwie lubelskim, w powiecie łukowskim, w gminie Łuków. 
Pod względem fizycznogeograficznym miejscowość jest położona na Równinie Łukowskiej, przy początkowym biegu strugi Stanówki, w dorzeczu Bystrzycy (tej, która jest dopływem Tyśmienicy).
W 1740 roku w Jeziorach-Gołąbkach urodził się Franciszek Salezy Jezierski.
Do 1954 roku istniała gmina Gołąbki. W latach 1954–1959 wieś należała i była siedzibą władz gromady Gołąbki, po jej zniesieniu w gromadzie Aleksandrów. 
W latach 1975–1998 wieś administracyjnie należała do województwa siedleckiego. 
Wieś stanowi sołectwo w gminie Łuków. Według Narodowego Spisu Powszechnego z roku 2011 wieś liczyła 230 mieszkańców.
Wierni Kościoła rzymskokatolickiego należą do parafii Podwyższenia Krzyża Świętego w Łukowie.